# Mi pecado
Mi pecado es una telenovela mexicana, producción de Juan Osorio para Televisa que se estrenó el día 15 de junio de 2009 por la señal de El Canal de las Estrellas en México.
Está protagonizada por Maite Perroni y Eugenio Siller, con las participaciones antagónicas de Sergio Goyri, Daniela Castro, Sabine Moussier, Jessica Coch, Armando Araiza y Altair Jarabo y las actuaciones estelares de Roberto Blandón, Francisco Gattorno y el primer actor Salvador Sánchez, así como una participación en los cinco primeros capítulos de la actriz Lucía Méndez.
Las locaciones de esta historia se sitúan en la ciudad colonial de San Cristóbal de Las Casas en Chiapas tomando como fondo algunas bellezas naturales de la región como El Cañón del Sumidero o Las Lagunas Monte Bello atracciones turísticas de dicho Estado.

## Sinopsis
Paulino Córdoba, Gabino Roura, Rodolfo Huerta y Matías Quiroga, han sido amigos desde la infancia, pero de adultos, sus prioridades cambiaron, y un pecado amenaza con destruir su relación de amistad.
Paulino es dueño de la Hacienda El Milagro productora de manzanas, y esposo de Rosario, tienen dos hijos, César y Lucrecia. Rosario siempre ha mostrado predilección por el varón y un abierto rechazo contra su hija. A Lucrecia la cuidó Delfina, sirvienta de Rosario y madre de Manuel.
Lucrecia y Manuel se consideran hermanos de leche, porque Delfina los amamantó. El mejor amigo de Lucrecia, es Julián Huerta. Ambos comparten los mismos gustos y una sensibilidad que fragua, al paso de los años, en un gran amor.
Gabino Roura es un hombre astuto y ambicioso que mata a su esposa Inés, para apoderarse de su fortuna. Gabino manipula a sus amigos y sus hijos, Carmelo y Teresa. Es el dueño de las mejores tierras de cultivo, que renta a Paulino, para controlar la distribución y comercialización de las manzanas.
Rodolfo es el maestro del pueblo de San Pedro (San Cristóbal de Las Casas). Es un hombre íntegro y trabajador, casado con Justina, una sensual mujer que vive insatisfecha por lo poco que le da su marido. Son los padres de Julián y Josué. Justina Almada es quien detona conflictos graves que amenazan con destruir la relación de amistad de Rodolfo, Paulino y Gabino.
Matías Quiroga, sacerdote del pueblo, ve con angustia como sus amigos ahora son enemigos y el principal obstáculo para el amor de Lucrecia y Julián. Para desgracia de ambos, el azar hace que se vean involucrados en un accidente que costó la vida a César. Y aunque ambos son inocentes, Rosario piensa que son los responsables.
La depresión se apodera de Rosario quien siempre soportará la presencia de su hija. El resentimiento de Rosario obliga a Paulino a alejar a su hija de él y a distanciarse de la familia de Rodolfo Huerta. A partir de entonces, la mala fama de Julián, corre por el pueblo y de allí surge el apodo de El Chamuco, que tendrá que cargar el resto de su vida.
Al paso de los años, Julián y Lucrecia se reencuentran y su amor renace. Aunque sus padres se oponen, ellos están dispuestos a luchar por su amor, y cuentan con el apoyo de Delfina, Modesto su esposo, y la solidaridad de Manuel, quien a pesar de amar a Lucrecia, los ayuda a ser felices. Modesto, capataz de El Milagro, es un hombre de campo, que tiene una parcelita de maíz y que junto con Delfina y Manuel, forman una familia integrada y amorosa.
Lucrecia no regresa sola, la acompaña Renata, su prima. Una muchacha envidiosa dispuesta a apoderarse de todo lo que es de Lucrecia. Paulino sufre una crisis económica y Gabino le exige casarse con Lucrecia. Pero Carmelo se interpone y mata a su padre. Julián es acusado injustamente de ese crimen, por lo que Lucrecia se ve obligada a casarse con Carmelo para evitar la ruina de su padre, y que Julián sea acusado injustamente. Julián se marcha del pueblo a Veracruz, convencido de que Lucrecia lo traicionó.
Pasan tres años. Lucrecia vive sumida en la tristeza como esposa de Carmelo, además de que ha perdido la hacienda El Milagro. En el pueblo la gente habla de la llegada de un extraño que compró El Milagro. Lucrecia descubre que el extraño es Julián Huerta. Carmelo se entera de que Julián ha regresado y se desata la guerra entre ambos por el amor de Lucrecia. Con este marco, Lucrecia y Julián lucharan para demostrar que su amor es fuerte y duradero.

## Elenco
- Maite Perroni - Lucrecia Córdoba Pedraza
- Eugenio Siller - Julián Huerta Almada «El Chamuco»
- Daniela Castro - Rosario Pedraza de Córdoba
- Sergio Goyri - Gabino Roura Beltrán
- Sabine Moussier[11] - Justina Almada de Huerta
- Lucía Méndez - Inés Valdivia de Roura
- Francisco Gattorno - Rodolfo Huerta
- Roberto Blandón - Paulino Córdoba
- Armando Araiza - Carmelo Roura Valdivia
- Jessica Coch - Renata Valencia
- Ricardo Franco - Miguel Mendizabal Molina
- Úrsula Prats - Matilde Molina vda. de Mendizabal
- Antonio Medellín - Modesto Flores
- Salvador Sánchez - Padre Matías Quiroga
- Tina Romero - Asunción Torres «Chona»
- Magda Karina - Delfina «Fina» Solís
- Dacia Arcaráz - Irene Valenzuela
- Rafael Goyri - Simón Méndez
- Claudio Báez - Lic. Luciano Ordorica
- Jackie Garcia - Blanca «Blanquita» Quiroga
- Gabriela Carrillo - Teresa «Tere» Roura Valdivia
- Altair Jarabo - Lorena Mendizabal Molina
- María Prado - Doña Rita López
- Amparo Garrido - Doña Socorro
- Diego Amozurrutia - Josué Huerta Almada / Josué Córdoba Almada
- Aldo Gallardo - Manuel Solís
- Claudia Cervantes
- Gilberto de Anda - Fidel Cruz
- Sergio Reynoso - Ernesto Mendizabal
- Ana Linares - Toña
- Patricia Conde - Directora del internado
- Daniela Aedo - Lucrecia Córdoba Pedraza (niña)
- Adriano Zendejas - Julián Huerta Almada (niño)
- Robin Vega - Josué Huerta Almada (niño)
- Alejandro Cervantes - Manuel Solís (niño)
- Diego Velásquez - César Córdoba Pedraza
- Laura Carmine - Lola

## DVD
El Grupo Televisa lanza a la venta en formato DVD sus novelas.

## Premios y nominaciones

### Premios TVyNovelas 2010
| Categoría                   | Nominado(a)                          | Resultado |
| --------------------------- | ------------------------------------ | --------- |
| Mejor telenovela            | Juan Osorio                          | Nominado  |
| Mejor primera actriz        | Daniela Castro                       | Nominada  |
| Mejor primer actor          | Sergio Goyri                         | Nominado  |
| Mejor actriz juvenil        | Maite Perroni                        | Nominada  |
| Mejor revelación femenina   | Gabriela Carrillo                    | Nominada  |
| Mejor revelación masculina  | Diego Amozurrutia                    | Nominado  |
| Mejor historia o adaptación | Cuauhtémoc Blanco Mª del Carmen Peña | Ganadores |
| Mejor dirección de escena   | Aurelio Ávila Jorge Fons             | Nominada  |

### Premios People en Español 2010
| Categoría                  | Nominado(a)                    | Resultado |
| -------------------------- | ------------------------------ | --------- |
| Mejor telenovela           | Mejor telenovela               | Nominado  |
| Mejor actriz               | Maite Perroni                  | Nominada  |
| Mejor actor                | Eugenio Siller                 | Nominado  |
| Mejor villana              | Daniela Castro                 | Ganadora  |
| Mejor actor/actriz juvenil | Eugenio Siller                 | Ganador   |
| Mejor actor/actriz juvenil | Maite Perroni                  | Nominada  |
| Mejor pareja               | Maite Perroni & Eugenio Siller | Nominados |

### Premios Bravo2010
| Categoría               | Persona        | Resultado |
| ----------------------- | -------------- | --------- |
| Mejor actriz antagónica | Daniela Castro | Ganadora  |
| Mejor actor antagónico  | Armando Araiza | Ganador   |

### TV Adicto Golden Awards
| Año  | Categoría                        | Persona                               | Resultado |
| ---- | -------------------------------- | ------------------------------------- | --------- |
| 2010 | Mejor actriz en papel secundario | Sabine Moussier                       | Ganadora  |
| 2010 | Mejor villano                    | Sergio Goyri                          | Ganador   |
| 2010 | Mejor villana                    | Daniela Castro                        | Ganadora  |
| 2010 | Mejor protagonista               | Maite Perroni                         | Ganadora  |
| 2010 | Mejor historia original          | 'Cuauhtémoc Blanco Mª del Carmen Peña | Ganadores |
| 2010 | Mejor telenovela mexicana        | Juan Osorio                           | Ganador   |

### Premios ACE
| Categoría                    | Persona        | Resultado |
| ---------------------------- | -------------- | --------- |
| Mejor co-actuación femenina  | Daniela Castro | Ganadora  |
| Mejor co-actuación masculina | Armando Araiza | Ganador   |